# Всички български министри и южнобългарски директори от 1879 до 1892 г.
Всички български министри и южнобългарски директори от 1879 до 1892 г. е фотографски колаж от Иван Карастоянов от 1892 г.
Колажът включва портретите на 75 министри на Княжество България и директори от Източна Румелия от 1879 до 1892 г.:
1. Стефан Стамболов
2. Георги Живков
3. Димитър Греков
4. Григор Начович
5. Сава Муткуров
6. Христо Белчев
7. Георги Вълкович
8. Михаил Савов
9. Иван Салабашев
10. Георги Тишев
11. Димитър Тончев
12. Константин Стоилов
13. Васил Радославов
14. Данаил Николаев
15. Димитър Петков
16. Никола Стойчев
17. Киряк Цанков
18. д-р Христо Стамболски
19. д-р Георги Атанасович
20. Димитър Агура
21. Начо Начов
22. д-р Георги Хаканов
23. Стефан Бобчев
24. Петко Славейков
25. д-р Георги Странски
26. Нестор Марков
27. Гаврил Кръстевич
28. Йоаким Груев
29. ген. Александър Каулбарс
30. д-р Константин Иречек
31. ген. Василий Золотарьов
32. Константин Бух[2]
33. ген. Владимир Крилов
34. ген. Август фон Дригалски
35. ген. Пьотър Гресер
36. Марин Дринов
37. Виктор Виталис
38. ген. Пьотр Паренсов
39. ген. Арнолд Ремлинген
40. Александър Редигер
41. Лев Тухолка
42. Михаил Домонтович
43. д-р Стоян Чомаков
44. Полк. Попов
45. Сергей Лукиянов
46. Адолф Шмит
47. митрополит Климент
48. ген. Казимир Ернрот
49. Тодор Кесяков
50. Константин Величков
51. Христо Стоянов
52. Тодор Бурмов
53. д-р Димитър Моллов
54. Райчо Каролев
55. Тодор Икономов
56. Иван Евстратиев Гешов
57. Иван Гюзелев
58. Михаил Сарафов
59. Георги Желязкович
60. Тодор Иванчов
61. Илия Цанов
62. Никола Сукнаров
63. Драган Цанков
64. Петко Каравелов
65. Константин Никифоров
66. Гаврил Орошаков
67. Олимпий Панов
68. Константин Поменов
69. Порфирий Стаматов
70. Михаил Кантакузин
71. Георги Теохаров
72. Марко Балабанов
73. ген. Леонид Соболев
74. ген. Вилхелм Щрекер
75. Михаил Маджаров